# George Philip Chamberlain
George Philip Chamberlain CB OBE (* 18. August 1905; † 2. November 1995) war ein britischer Luftwaffenoffizier der Royal Air Force, der zuletzt im Range eines Generalmajors (Air Vice Marshal) zwischen 1954 und 1957 Stabsabteilungsleiter für Verwaltung AOA (Air Officer in charge of Administration) im Angriffskommando (RAF Fighter Command) war.

## Leben

### Militärische Ausbildung und Zeit vor dem Zweiten Weltkrieg
Chamberlain begann seine fliegerische Ausbildung 1923 als Flight Cadet in der A-Squadron des Royal Air Force College Cranwell, der Offiziersschule der britischen Luftstreitkräfte, und gehörte zur Collegemannschaft im Hockey. Nach Abschluss der Ausbildung wurde er am 30. Juli 1925 als Berufssoldat (Permanent Commission) in die RAF übernommen und nach seiner gleichzeitigen Beförderung zum Leutnant (Pilot Officer) Pilot bei der No. 25 Squadron RAF, wo er ein Doppeldecker-Jagdflugzeug vom Typ Gloster Grebe flog. Nach seiner Beförderung zum Oberleutnant (Flying Officer) am 30. Januar 1927 wurde er am 14. April 1927 Fernmeldeoffizier der mit Doppeldecker-Jagdflugzeugen vom Typ Bristol F.2 ausgestatteten No. 5 Squadron RAF. Er besuchte ab dem 1. September 1930 die Elektrotechnik- und Funkschule (Electrical and Wireless School) und erhielt dort am 5. November 1930 auch seine Beförderung zum Hauptmann (Flight Lieutenant).
Nach Abschluss der Ausbildung an der Elektrotechnik- und Funkschule wurde Chamberlain am 21. Juli 1931 Fernmeldeoffizier auf dem Militärflugplatz RAF Upavon und daraufhin am 26. September 1932 Offizier im Fernmeldestab des Hauptquartiers der Wessex Bombing Area, eine der drei Gebiete der Luftverteidigung von Großbritannien ADGB (Air Defence of Great Britain). Nachdem er ab dem 25. Juli 1934 überplanmäßig im Luftwaffendepot der RAF Verwendung fand, wurde er am 14. März 1934 Fliegerischer Kommandeur sowie ab August 1935 kommissarischer Kommandeur (Commanding Officer) der mit Doppeldecker-Jagdflugzeugen vom Typ Bristol Bulldog ausgerüsteten No. 17 Squadron RAF.
Chamberlain besuchte ab dem 21. Januar 1936 das RAF Staff College, Andover und wurde nach dessen Abschluss am 2. Januar 1937 Offizier im Fernmeldestab der No. 16 Group RAF, in der knapp einen Monat später am 1. Februar 1937 auch seine Beförderung zum Major (Squadron Leader) erfolgte. Anschließend übernahm er am 7. November 1938 die Funktion als Gruppen-Fernmeldeoffizier der No. 18. Group RAF.

### Zweiter Weltkrieg
Am Anfang des Zweiten Weltkrieges wurde Chamberlain zu Beginn der Luftschlacht um England 1940 erster Kommandeur der auf dem Luftwaffenstützpunkt RAF Tangmere Kampfflugzeugabfangeinheit FIU (Fighter Interception Unit), die mit Bristol Blenheim-Jagdflugzeugen ausgestattet und Bestandteil der britischen Luftverteidigung war. In dieser Verwendung war er maßgeblich an der Entwicklung und Erprobung von Taktiken mit dem neu eingeführten Luftabwehrradar AIR (Airborne Interception Radar) beteiligt. In der Nacht vom 22. auf den 23. Juli 1940 diente er als Fluglotse eines Bristol Blenheim-Jagdflugzeuges mit Flying Officer G. Ashfield als Piloten und Pilot Officer G. E. Morris als Funkoffizier. Diesen gelang der erste Abschuss eines feindlichen Flugzeuges der deutschen Luftwaffe durch Nutzung dieses neuen Radarsystems.
Am 19. April 1941 wechselte Chamberlain in das Hauptquartier des Küstenkommandos (RAF Coastal Command) und war in diesem zunächst Offizier im Fernmeldestab. Am 24. September 1941 wurde ihm das Offizierskreuz des Order of the British Empire (OBE) verliehen. Anschließend war er ab dem 1. Mai 1942 Chef-Fernmeldeoffizier des Küstenkommandos. Zuvor war er am 14. April 1942 zum Oberstleutnant (Wing Commander) befördert worden, wobei diese Beförderung auf den 1. März 1940 zurückdatiert wurde. Aufgrund seiner militärischen Verdienste wurde er am 2. Juni 1943 im Kriegsbericht erwähnt (Mentioned in dispatches). 1943 übernahm er den Posten als Kommandant der Funktechnikschule 1 (No. 1 Radio School RAF) und war danach seit am 11. Dezember 1944 Chef-Signaloffizier des Lufttransportkommandos (RAF Transport Command).

### Stabsoffizier in der Nachkriegszeit und Aufstieg zum Air Vice Marshal
Nach Kriegsende wurde Chamberlain am 1. Oktober 1946 zum Oberst (Group Captain) befördert und 1946 auch Companion des Order of the Bath (CB). Er besuchte nach einer Abordnung von 1947 bis 1949 zum Ministerium für Zivilluftfahrt (Ministry of Civil Aviation) ab Januar 1949 einen Lehrgang am Imperial Defence College (IDC) in London. Im Anschluss wurde er am 2. Mai 1950 Kommandeur AOC (Air Officer Commanding) der No. 205 Group und als solcher am 1. Juli 1950 zum Air Commodore befördert. 1951 übernahm er den Posten als Kommodore des Transport-Geschwaders der Luftstreitkräfte im Mittleren Osten MEAF (Middle East Air Force) und anschließend am 16. Februar 1953 als Leiter der Operationsnachrichtenabteilung im Luftwaffenstab. Zwei Monate später folgte dann am 25. April 1953 seine Ernennung als Kommandant des RAF Staff College, Andover, wo er Nachfolger von Air Commodore Walter Cheshire wurde. In dieser Verwendung war er bis zum 1. Mai 1954 tätig und wurde dann durch Air Commodore David William Lane abgelöst.
Chamberlain selbst wechselte am 28. Juli 1954 als Stabsabteilungsleiter für Verwaltung AOA (Air Officer in charge of Administration) zum Angriffskommando (RAF Fighter Command) und erhielt dort am 1. Juli 1955 seine Beförderung zum Generalmajor (Air Vice Marshal). 1957 wurde er als Controller of Electronis zum Beschaffungsministerium (Ministry of Supply) sowie 1959 als Mitarbeiter zum Luftfahrtministerium (Ministry of Aviation) abkommandiert. Am 25. September 1960 schied er aus dem aktiven Militärdienst aus.
Nach seinem Eintritt in den Ruhestand wechselte Chamberlain in die Wirtschaft und war zwischen 1961 und 1966 Geschäftsführender Direktor von Collins Radio Co., einem Unternehmen, das Kommunikations-, Kontroll- und Navigationssysteme für die Luft- und Raumfahrtbranche herstellt. Im Anschluss gehörte er von 1967 bis 1975 dem Aufsichtsrat von Collins Radio Co. als Mitglied an.